# Derrota (beisebol)
No beisebol, um arremessador é penalizado com a derrota se ele cede uma corrida que dá à equipe adversária a liderança final da partida. Pelas regras, um arremessador é considerado como tendo cedido a corrida se ele permitiu chegar em base o corredor que a anotou, mesmo que enquanto um arremessador subseqüente estiver jogando. É semelhante ao processo de designar corridas limpas.